# Petr Beneš (volejbalista)
Petr Beneš (* 27. listopadu 1974 v Praze) je český sportovec a ekonom, volejbalista, bratr českého volejbalisty Josefa Beneše. Jde o bývalého českého reprezentanta v plážovém volejbalu. Společně s Přemyslem Kubalou reprezentoval Českou republiku v plážovém volejbalu na Letních olympijských hrách 2012 v Londýně. Šlo o jejich první start na olympijských hrách. Sehráli zde celkem 4 zápasy a nepostoupili ze základní skupiny do osmifinále. Po ukončení svého soutěžního působení na olympijských hrách ohlásili ukončení své sportovní kariéry.
S volejbalem začal v roce 1983 v dětském věku, kdy začínal v přípravce klubu Vysoké školy Praha. V roce 1990 se v kategorii dorostu stal poprvé mistrem Československa ve volejbale v týmu USK Praha, v roce 1991 začal hrát za tento tým i volejbalovou extraligu. V témže roce se poprvé objevil i v československé juniorské reprezentaci. V roce 1995 během svých vysokoškolských studií v USA se poprvé seznámil s plážovým volejbalem, první soutěžní dvojici pak vytvořil se svým starším bratrem Josefem. Později krátce hrál plážový volejbal s Martinem Tichým, v roce 2008 se jeho stálým sportovním spoluhráčem stal Přemysl Kubala. V závěru své sportovní kariéry působil jako ryzí amatér, vrcholovému sportování se věnoval až po svém stálém zaměstnání ve svém volném čase.